# 신고
신고(申告)란 국민이 법령에 따라 행정청에 일정한 사실을 진술ㆍ보고하는 행위를 뜻한다.

## 행정법
행정청의 수리를 요하지 않는 신고의 경우, 수리여부와 관계없이 신고서가 접수기관에 도달된 때에 신고의무가 이행된 것으로 본다. 행정청은 요건을 갖추지 못한 신고서가 제출된 경우 지체없이 상당한 기간을 정하여 보완을 요구하여야 한다. 행정청의 수리를 요하는 신고의 경우, 법령상의 요건을 갖춘 적법한 신고이면, 원칙적으로 수리할 의무가 있다. 다만 부적법한 신고의 경우 수리를 요하지 않는 신고라도 법적 효력이 발생하지 않는다는 것이 판례의 태도이다.

### 판례
- 행정청이 구 식품위생법상의 규정에 의하여 영업자지위승계신고를 수리하는 처분은 종전의 영업자의 권익을 제한하는 처분이라 할 것이고 따라서 종전의 영업자는 그 처분에 대하여 직접 그 상대가 되는 자에 해당한다고 봄이 상당하므로, 행정청으로서는 위 신고를 수리하는 처분을 함에 있어서 행정절차법 규정 소정의 당사자에 해당하는 종전의 영업자에 대하여 위 규정 소정의 행정절차를 실시하고 처분을 하여야 한다.[1]
- 수리를 요하지 않는 신고의 경우, 부적법한 신고 후의 영업행위는 무신고영업행위에 해당되나, 적법한 신고에 대한 수리가 거부된 후의 영업행위는 무신고영업이 되지 않는다.[2]
- 신고대상인 행위가 관계법상 허용되는 것인 때에는 행정청에 의한 수리행위는 필요하지 않으나, 관계법상 실체적 규정에 반하여 위법한 것일 때 행정청은 그 수리를 거부할 수 있으며, 판례는 이 때 신고서를 되돌려 보낸 경우를 수리거부행위로 보아 취소소송의 대상이 되는 처분으로 보고 있다.[3]
- 행정청의 건축신고 반려행위 또는 수리거부행위는 항고소송의 대상이다.[4]
- 행정청의 착공신고 반려행위는 항고소송의 대상이 된다.[5]
- 영업양도에 따른 지위승계신고를 수리하는 행정청의 행위는 영업허가자의 변경이라는 법률효과를 발생시키는 행위이다.[6]

#### 신고의 요건
- 행정청으로서는 신고서 기재사항에 흠결이 없고 정해진 서류가 구비된 때에는 이를 수리하여야 하고, 이러한 형식적 요건을 모두 갖추었음에도 신고대상이 된 교육이나 학습이 공익적 기준에 적합하지 않은다는 등 실체적 사유를 들어 신고 수리를 거부할 수는 없다.[7]

#### 신고의 효과
- 의료법시행규칙 제22조 제3항에 의하면 의원개설 신고서를 수리한 행정관청이 소정의 신고필증을 교부하도록 되어있다 하여도 이는 신고사실의 확인행위로서 신고필증을 교부하도록 규정한 것에 불과하고 그와 같은 신고필증의 교부가 없다 하여 개설신고의 효력을 부정할 수 없다 할 것이다.[8]
- 신고납부방식의 조세에 있어서 납세의무자의 신고행위가 당연무효로 되지 않는 한, 납세의무자가 납세의무가 있는 것으로 오인하고 신고 후 조세납부행위를 하였다 하더라도 그것이 곧 부당이득에 해당한다고 할 수 없다.[9]

#### 수리의 거부
- 구 장사 등에 관한 법률에 의한 사설납골시설(현재의 사설봉안시설)의 설치신고가 법이 정한 요건을 모두 갖추고 있는 경우에 행정청은 수리의무가 았으나, 예외적으로 보건위생상의 위해방지나 국토의 효율적 이용 등과 같은 중대한 공익상의 필요가 있는 경우에는 그 수리를 거부할 수 있다.[10]

#### 수리를 요하지 않는 신고
- 건축을 하고자 하는 자는 건축법상 신고사항에 대하여 적법한 요건을 갖춘 신고만 하면 건축을 할 수 있고, 행정법의 수리처분 등 등 별단의 조치가 필요가 없다고 한다.[11]
- 행정청이 신고수리처분을 철회하였다고 하여 신고에 따른 건축행위가 건축법에 위반된 것으로 될 수 없다.[12]
- 부부가 일단 혼인신고를 하였다면 그 혼인관계는 성립된 것이고 호적부에의 기재는 그 유효요건이 아니어서 호적에 적법하게 기재되는 여부는 혼인성립의 효과에 영향을 미치는 것은 아니다.[13]
- 건축신고는 행정청의 수리를 요하는 신고로 봄이 타당하고, 따라서 그 신고를 거부하는 행위는 항고소송의 대상이 되는 처분이다.[14]
- 이와 같이 건축법이 건축물의 건축 또는 대수선에 관하여 원칙적으로 허가제로 규율하면서도 일정 규모 이내의 건축물에 관하여는 신고제를 채택한 것은, 건축행위에 대한 규제를 완화하여 국민의 자유의 영역을 넓히는 한편, 행정목적상 필요한 정보를 파악·관리하기 위하여 국민으로 하여금 행정청에 미리 일정한 사항을 알리도록 하는 최소한의 규제를 가하고자 하는 데 그 취지가 있다. 따라서 건축법 제14조 제1항의 건축신고 대상 건축물에 관하여는 원칙적으로 건축 또는 대수선을 하고자 하는 자가 적법한 요건을 갖춘 신고를 하면 행정청의 수리 등 별도의 조처를 기다릴 필요 없이 건축행위를 할 수 있다고 보아야 한다.[15]

##### 수리를 요하지 않는 신고 수리거부
- 자기완결적 신고는 행정청이 신고의 수리(접수)를 거부하더라도, 이 수리의 거부는 행정처분이 아닌 사실행위이므로 취소소송으로 다툴 수 없다. 그러므로 건축법상 신고사항에 관하여는 건축을 하고자 하는 자가 적법한 요건을 갖춘 신고만 하면 건축을 할 수 있고, 행정청의 수리처분 등 별단의 조처를 기다릴 필요가 없는 것이고, 높이 2미터 미만의 담장설치공사는 건축법이나 도시계획법 등 관계법령의 규정상 어떠한 허가나 신고없이 가능한 행위인데, 원고가 이와 같은 사정을 알지 못한 채 이 사건 담장설치신고를 하였고 위 신설동장이 이를 반려하였다고 하여, 그러한 반려조치는 행정처분이라고 볼 수 없다.[16]
- 하지만, 최근의 판례는 종래 수리를 요하지 않는 신고로 보아온 건축신고의 수리를 거부(반려)하는 행위가 준법률행위적 행정행위로서 항고소송의 대상이 되는 것으로 보았다.[17] 수리를 요하지 않는 신고에 대한 수리거부행위가 항고소송의 대상이 되는지 여부는 이를 일률적으로 말할 수는 없고, 구체적인 경우에 그것이 항고소송의 대상적격, 즉 처분에 해당하는지 여부에 따라 항고소송의 대상이 될 수도 있고 그렇지 않을 수도 있다. 건축신고가 반려될 경우, 당해 건축물의 건축을 개시하면 시정명령, 이행강제금, 벌금의 대상이 되거나 당해 건축물을 사용하여 행할 행위의 허가가 거부될 우려가 있어 불안정한 지위에 놓이게 된다. 따라서 당사자로 하여금 반려행위의 적법성을 다투어 그 법적 불안을 해소한 다음 건축행위에 나아가도록 함으로써 장차 있을지도 모르는 위험에서 미리 벗어날 수 있도록 하는 것이 법치행정의 원리에 부합한다.
- 체육시설의 설치, 이용에 관한 법률에 따라 신고체육시설업을 하고자 하는 자가 적법한 요건을 갖춘 신고의 경우에는 행정청의 수리처분 등 별단의 조처를 기다릴 필요 없이 그 접수 시에 신고로서의 효력이 발생하는 것이므로 그 수리가 거부되었다고 하여 무신고 영업이 되는 것은 아니다.[18]

#### 수리를 요하는 신고
- 수산업법 제44조 소정의 어업의 신고는 행정청의 수리에 의하여 비로소 그 효과가 발생하는 이른바 수리를 요하는 신고이다.[19]
- 건축주명의 변경신고수리거부행위는 비록 건축허가가 대물적 허가로서 그 허가의 효과가 허가대상건축물에 대한 권리변동에 수반하여 이전된다고 하더라도, 양수인의 권리의무에 직접 영향을 미치는 것으로서 취소소송의 대상이 되는 처분이다.[20]
- 등록청이 사회단체등록신청에 형식상의 요건불비가 없는데도 이미 설립목적 및 사업내용을 같이 하는 선등록단체가 있다 하여 원고의 등록신청을 반려하는 처분은 위법하다.[21]
- 액화석유가스의 안전 및 사업관리법에 의한 사업양수에 의한 지위승계신고를 수리하는 허가관청의 행위는 사업양수에 의한 지위승계신고를 수리하는 행위는 행정처분이다.[22]

- 주유소등록신청을 받은 행정청은 그 신청이 법정등록요건에 합치되는 경우에는 특별한 사정이 없는 한 이를 수리하여야 하고, 관계 법령에서 정하는 제한사유이외의 사유를 들어 등록을 거부할 수는 없는 것이나, 심사결과 관계 법령상의 제한 이외의 중대한 공익상 필요가 있는 경우에는 그 수리를 거부할 수 있다.[23]
- 장사 등에 관한 법률 제1조, 제14조 제1항, 제15조, 제26조 제2호의 각 규정을 종합하여 보면, 신고인으로부터 납골시설 설치신고를 받은 행정청은 납골시설 설치에 관하여 직접 규율하고 있는 장사 등에 관한 법령뿐만 아니라 다른 관계 법령의 규정까지 함께 고려하여 보건위생상의 위해 방지와 국토의 효율적 이용 및 공공복리의 증진을 위하여 납골시설의 설치를 금지하여야 할 특별한 사정이 있는 경우에는 위와 같은 납골시설 설치신고를 수리하지 않을 수 있는 것으로 인정되므로, 위와 같은 납골시설 설치신고는 행정청의 수리에 의하여 비로소 그 효과가 발생하는 이른바 ‘수리를 요하는 신고’에 해당한다.[24]
- 건축법에서 인·허가의제 제도를 둔 취지는, 인·허가의제사항과 관련하여 건축허가 또는 건축신고의 관할 행정청으로 그 창구를 단일화하고 절차를 간소화하며 비용과 시간을 절감함으로써 국민의 권익을 보호하려는 것이지, 인·허가의제사항 관련 법률에 따른 각각의 인·허가 요건에 관한 일체의 심사를 배제하려는 것으로 보기는 어렵다. 왜냐하면, 건축법과 인·허가의제사항 관련 법률은 각기 고유한 목적이 있고, 건축신고와 인·허가의제사항도 각각 별개의 제도적 취지가 있으며 그 요건 또한 달리하기 때문이다. 나아가 인·허가의제사항 관련 법률에 규정된 요건 중 상당수는 공익에 관한 것으로서 행정청의 전문적이고 종합적인 심사가 요구되는데, 만약 건축신고만으로 인·허가의제사항에 관한 일체의 요건 심사가 배제된다고 한다면, 중대한 공익상의 침해나 이해관계인의 피해를 야기하고 관련 법률에서 인·허가 제도를 통하여 사인의 행위를 사전에 감독하고자 하는 규율체계 전반을 무너뜨릴 우려가 있다. 또한 무엇보다도 건축신고를 하려는 자는 인·허가의제사항 관련 법령에서 제출하도록 의무화하고 있는 신청서와 구비서류를 제출하여야 하는데, 이는 건축신고를 수리하는 행정청으로 하여금 인·허가의제사항 관련 법률에 규정된 요건에 관하여도 심사를 하도록 하기 위한 것으로 볼 수밖에 없다. 따라서 인·허가의제 효과를 수반하는 건축신고는 일반적인 건축신고와는 달리, 특별한 사정이 없는 한 행정청이 그 실체적 요건에 관한 심사를 한 후 수리하여야 하는 이른바 ‘수리를 요하는 신고’로 보는 것이 옳다.[25]
- 전입신고자가 거주의 목적 이외에 다른 이해관계에 관한 의도를 가지고 있는지 여부, 무허가건축물의 관리, 전입신고를 수리함으로써 당해 지방자치단체에 미치는 영향 등과 같은 사유는 주민등록법이 아닌 다른 법률에 의하여 규율되어야 할 것이고, 주민등록전입신고의 수리 여부를 심사하는 단계에서는 고려 대상이 될 수 없다.[26]

## 참고 문헌
- 김철용, 행정법, 고시계사, 2012. ISBN 9788958223832
- 김철용, 행정법입문, 고시계사, 2010. ISBN 9788958223061

## 같이 보기
- 수리
- 접수